# Nadstosie
Nadstosie, Nad Stosem – duża polana w masywie Flaków w Pieninach Czorsztyńskich. Znajduje się na ich północno-wschodnim stoku opadającym do doliny potoku Lęborgowy. Jej przedłużeniem jest polana Zaukierze opadająca w zachodnim kierunku do drogi z Krośnicy do Sromowiec Wyżnych. Łączą się z sobą na grzbiecie biegnącym od Flaków do przełęczy Sańba.
Pod względem administracyjnym polana znajduje się w obrębie wsi Sromowce Wyżne w województwie małopolskim, w powiecie nowotarskim, w gminie Czorsztyn. Znajduje się w obrębie Pienińskiego Parku Narodowego i jest własnością Skarbu Państwa.
Polana położona jest na wysokości około 720–800 m. Dzięki specyficznym warunkom glebowym, klimatycznym i geograficznym łąki i polany Pienińskiego Parku Narodowego były siedliskiem bardzo bogatym gatunkowo. Aby zachować ich różnorodność gatunkową polana Nadstosie jest koszona, a siano jest z niej usuwane.

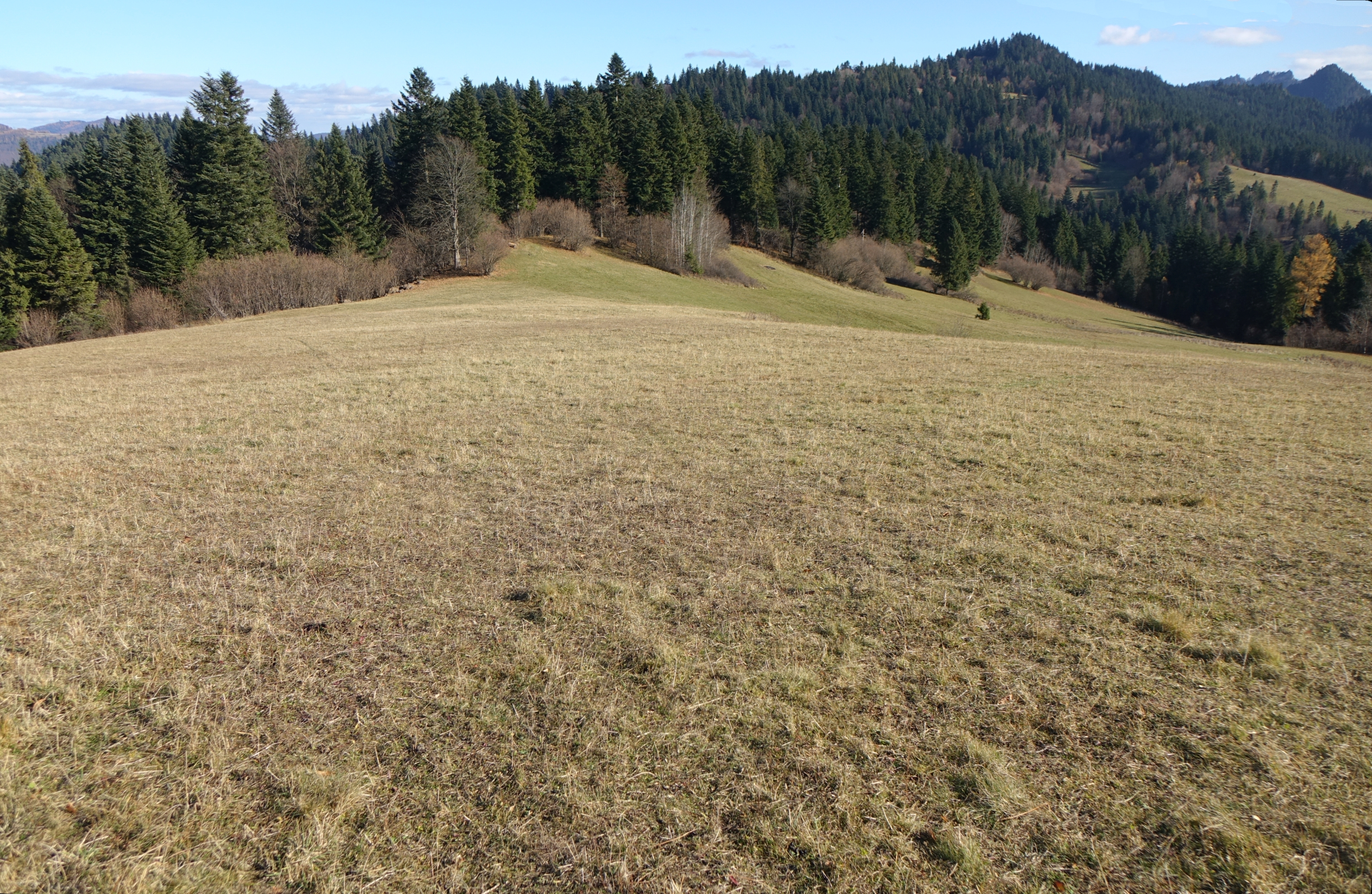
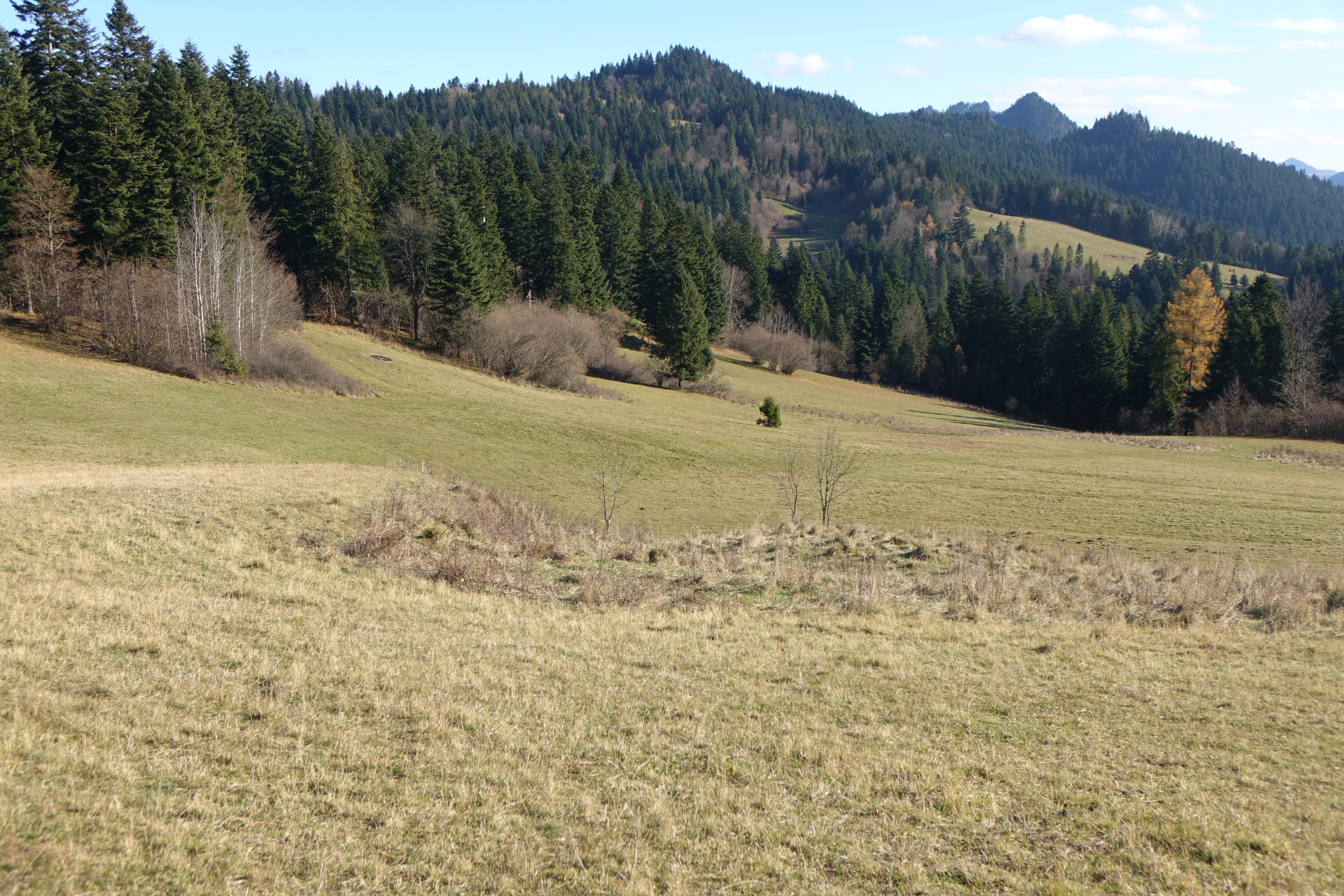
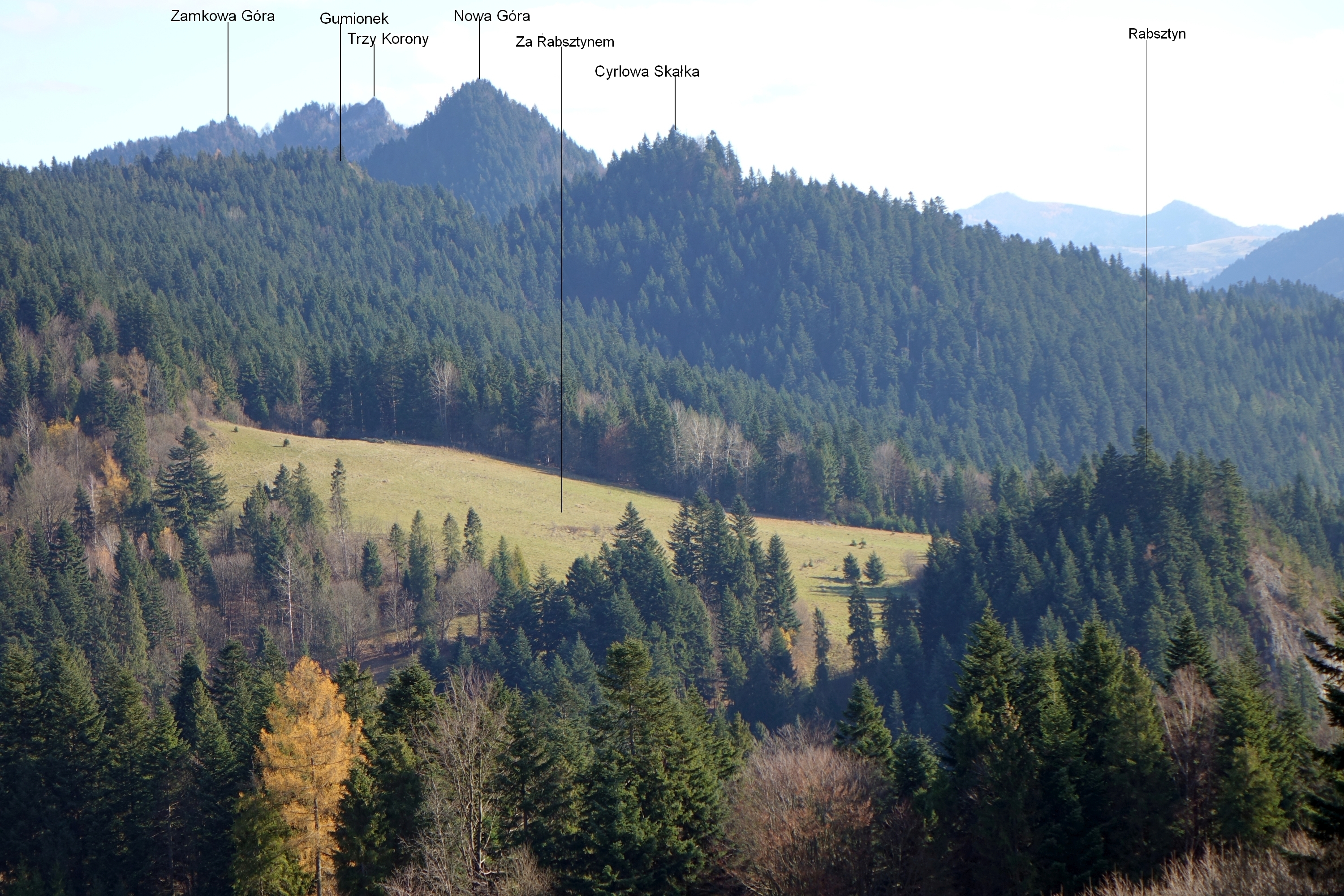
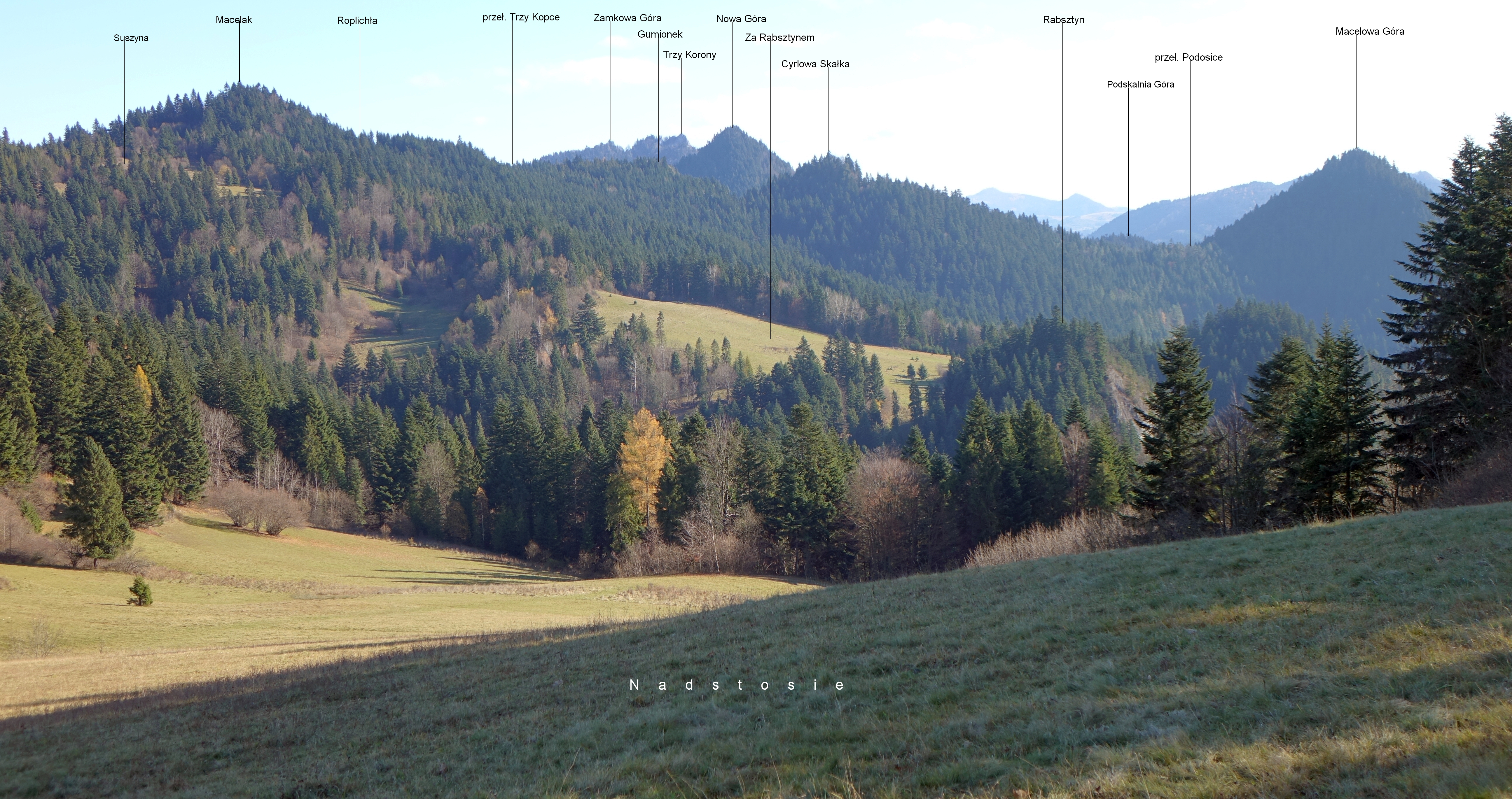